# یک گزارش واقعی
یک گزارش واقعی فیلمی به کارگردانی داریوش فرهنگ، نویسندگی داریوش فرهنگ و سعید شاهسواری و تهیه‌کنندگی منوچهر شاهسواری ساخته سال ۱۳۸۷ است محمد مهدی دل خواسته برنده تندیس بهترین عکس از چهاردهمین جشن خانه سینما برای فیلم یک گزارش واقعی شده است.

## خلاصه فیلم
این فیلم داستان سه سال از زندگی دو رفیق قدیمی است که بدور از انتظار، رودر روی هم قرار می‌گیرند.

## بازیگران فیلم
- کامبیز دیرباز
- کوروش سلیمانی
- گلاره عباسی
- مهرداد ضیایی
- رحیم نوروزی
- جمشید مشایخی
- داریوش فرهنگ